# إدوار غليسون
إدوار غليسون (بالفرنسية: Édouard Glissant)‏ ولد في 21 سبتمبر 1928 بسانت ماري بمارتينيك، وتوفى في 3 فبراير 2011 بباريس. وهو كاتب، شاعر، كاتب قصة قصيرة . حصل على جائزة رينودو الأدبية عام 1958.

## روابط خارجية
- إدوار غليسون على موقع IMDb (الإنجليزية)
- إدوار غليسون على موقع الموسوعة البريطانية (الإنجليزية)
- إدوار غليسون على موقع مونزينجر (الألمانية)
- إدوار غليسون على موقع إن إن دي بي (الإنجليزية)
- إدوار غليسون على موقع ديسكوغز (الإنجليزية)
- إدوار غليسون على موقع قاعدة بيانات الفيلم (الإنجليزية)